# 5.ª Divisão de Infantaria Britânica
A 5ª Divisão de Infantaria Britânica foi estabelecida por Arthur Wellesley, 1.º Duque de Wellington, para atuar na Guerra Peninsular e desde então foi bastante ativa, inclusive na Primeira e na Segunda Guerra Mundial.